# MSC Seashore
O MSC Seashore é um dos navios da frota da MSC Crociere. Com capacidade para mais de cinco passageiros, é parte da classe Seaside e também um dos maiores da companhia.
Após navegar na Europa e Caribe, deve estrear no Brasil no final de 2022. Durante a temporada local, realizará cruzeiros partindo de Santos, Maceió e Salvador.
Sem retornar ao Brasil, vem navegando exclusivamente no Hemisfério Norte, com temporadas no Caribe, Mediterrâneo e Europa desde a temporada 2023/2024.

## Características
Considerado um dos navios mais ecológicos da frota, conta com tecnologias verdes, incluindo a capacidade de se conectar a rede de energia nos portos, zerando suas emissões quando atracado.
A estrutura voltada para os passageiros conta com seis piscinas, parque aquático, 18 bares e lounges, além de nove restaurantes. Do total, cinco são de especialidade e oferecem culinárias internacionais, incluindo um tapas bar e uma churrascaria de estilo norte-americano. O navio ainda possui 11 diferentes categorias de cabines e uma área privativa na proa, só acessada pelos hóspedes de uma categoria específica de suítes. O espaço conta com piscina dedicada, além de restaurante, bar e solário.